# Långetjärnet (Köla socken, Värmland)
Långetjärnet är en sjö i Eda kommun i Värmland och ingår i Göta älvs huvudavrinningsområde. Sjöns area är 0,0095 kvadratkilometer och den befinner sig 229 meter över havet.